# Bni Idder
Bni Idder (franska: Bni Idder (CR), Bni Idder (Commune Rurale), arabiska: مركز القرية) är en kommun i Marocko.   Den ligger i provinsen Tétouan och regionen Tanger-Tétouan-Al Hoceïma, i den norra delen av landet, 200 km nordost om huvudstaden Rabat. Antalet invånare är 4 620.